# Dimitrije Filipović
Dimitrije Filipović (serbisch-kyrillisch Димитрије Филиповић; * 1. August 1993 in Belgrad, Bundesrepublik Jugoslawien) ist ein ehemaliger serbischer Eishockeyspieler, der zuletzt bis 2017 beim HK Belgrad in der serbischen Eishockeyliga und der MOL Liga unter Vertrag stand.         

## Karriere
Dimitrije Filipović begann seine Karriere als Eishockeyspieler in seiner Heimatstadt beim KHK Roter Stern Belgrad, für den er zunächst in der ungarischen U20-Liga spielte, aber bereits als 16-Jähriger in der serbischen Liga debütierte. 2011 wechselte er zum HK Partizan Belgrad und nahm mit der Mannschaft zunächst an der slowenisch geprägten Slohokej Liga teil, die 2012 gewonnen wurde. Zudem gewann er mit Partizan 2012, 2013, 2014, 2015 und 2016 den serbischen Meistertitel. 2014 war er gemeinsam mit Mićo Dragutinović vom HK Beostar mit 14 Assists bester Torvorbereiter der Liga. In der Spielzeit 2012/13 stand er zudem vorübergehend für die Bracebridge Phantoms in der kanadischen Juniorenliga GMHL auf dem Eis. 2016 wechselte er zum Lokalrivalen HK Belgrad, für den er sowohl in der serbischen Liga als auch in der multinationalen MOL Liga spielte. 2017 beendete er seine Karriere.

### International
Für Serbien nahm Filipović im Juniorenbereich an den U-18-Weltmeisterschaften 2008 (Division III), 2009, 2010 und 2011 (jeweils Division II) sowie den U-20-Weltmeisterschaften 2010 (Division II), 2011 (Division III), 2012 und 2013 (erneut in der Division II) teil. 2011 wurde er in der U18 und 2012 und 2013 in der U20 jeweils als bester Spieler seiner Mannschaft ausgezeichnet.
Im Herrenbereich spielte Filipović für die serbische Mannschaft bei den Weltmeisterschaften 2012, 2013, 2014, 2015, 2016 und 2017 in der Division II. Zudem stand er bei den Qualifikationsturnieren für die Olympischen Winterspiele 2014 in Sotschi und 2018 in Pyeongchang für seine Farben auf dem Eis.

## Erfolge und Auszeichnungen
- 2008 Aufstieg in die Division II bei der U-18-Weltmeisterschaft der Division III, Gruppe B
- 2011 Aufstieg in die Division II bei der U-20-Weltmeisterschaft der Division III
- 2012 Serbischer Meister mit dem HK Partizan Belgrad
- 2012 Gewinn der Slohokej Liga mit dem HK Partizan Belgrad
- 2013 Serbischer Meister mit dem HK Partizan Belgrad
- 2014 Serbischer Meister mit dem HK Partizan Belgrad
- 2014 Bester Torvorbereiter der serbischen Eishockeyliga
- 2015 Serbischer Meister mit dem HK Partizan Belgrad
- 2016 Serbischer Meister mit dem HK Partizan Belgrad

## Statistik
(Stand: Ende der Saison 2016/17)